# Vlčí Habřina
Vlčí Habřina är en ort i Tjeckien.   Den ligger i regionen Pardubice, i den centrala delen av landet, 80 km öster om huvudstaden Prag. Vlčí Habřina ligger 222 meter över havet och antalet invånare är 309.
Terrängen runt Vlčí Habřina är platt, och sluttar söderut.Runt Vlčí Habřina är det ganska tätbefolkat, med 111 invånare per kvadratkilometer. Närmaste större samhälle är Pardubice, 13,8 km öster om Vlčí Habřina. Omgivningarna runt Vlčí Habřina är en mosaik av jordbruksmark och naturlig växtlighet.